# Taskhamnen
Taskhamnen är en sjö i Umeå kommun i Västerbotten och ingår i Dalkarlsån-Sävaråns kustområde. Taskhamnen ligger i Holmöarna Natura 2000-område.